# Stewart County, Georgia
Stewart County är ett administrativt område i delstaten Georgia, USA, med 6 058 invånare (2010). Den administrativa huvudorten (county seat) är Lumpkin.

## Geografi
Enligt United States Census Bureau har countyt en total area på 1 200 km². 1 188 km² av den arean är land och 12 km² är vatten.

### Angränsande countyn
- Chattahoochee County - nord
- Webster County - öst
- Randolph County - syd
- Quitman County - sydväst
- Barbour County, Alabama - väst
- Russell County, Alabama - nordväst